# Papilio chiansiades
Espèce
Papilio chiansiades est une espèce d'insectes lépidoptères qui appartient à la famille des Papilionidae, à la sous-famille des Papilioninae et au genre Papilio.

## Dénomination
Papilio chiansiades a été décrit par John Obadiah Westwood en 1772.
Synonymes : Heraclides chiansiades.

### Sous-espèces
- Papilio chiansiades chiansiades présent en Équateur.
- Papilio chiansiades dospassosi Rütimeyer, 1969 ; présent en Colombie.
- Papilio chiansiades maroni Moreau, 1923 ; présent en Guyane et au Venezuela.
- Papilio chiansiades mossi (Brown, 1994) ; présent au Brésil[1].

## Description
Papilio chiansiades est un papillon d'une envergure de 52 mm à 55 mm, de couleur noire, aux antérieures marquées d'une tache blanche et aux postérieures dentelées de queues atrophiées avec un semi de taches roses en position anale.

## Écologie et distribution
Il réside dans le nord de l'Amérique du Sud, dans la partie amazonienne, en Équateur, en Colombie, en Guyane et au Venezuela, au Brésil et au Pérou.

### Biotope
Papilio chiansiades réside dans la forêt tropicale humide amazonienne

### Protection
Pas de statut de protection particulier, mais il est inscrit sur la liste rouge de l'IUCN avec la mention DD (Data Déficient),.